# Elías Zamora Verduzco
Elías Zamora Verduzco es un político mexicano, miembro del Partido Revolucionario Institucional, que fue gobernador del estado de Colima y presidente municipal de Manzanillo. El 7 de julio de 1985 se llevaron a cabo elecciones para gobernador, presidentes municipales y diputados, en donde resultó elegido Zamora Verduzco frente al candidato del PAN Gabriel Salgado Aguilar, quién buscaba por segunda ocasión la gubernatura colimense.